# 隅田門前らくご定食
『隅田門前らくご定食』（すだもんまえらくごていしょく）は、三味線さやかと平野小太郎が番組案内役を務め、和歌山県橋本市隅田町で毎月行われている「隅田門前寄席」を収録し、落語の豆知識などを取り混ぜて放送するラジオ番組である。FMはしもと（和歌山県橋本市東家）が2016年1月8日に放送を開始した。